# Bart Santana
Bart Santana, all'anagrafe Bartolomé Santana (Huelva, 30 novembre 1979), è un attore spagnolo.

## Biografia
È uno degli attori principali della serie spagnola Fisica o chimica, in cui interpreta Roque (Rocco). Dal 2002 al 2004 ha recitato anche nella serie Majoria absoluta, in cui ha girato 64 capitoli; si è fatto famoso grazie alla serie Mujeres, in cui aveva il ruolo di Raúl.

## Filmografia

### Cinema
- Diminutos del Calvario (2002)
- Feliciten al chef (2006), come Teo
- Tu vida en 65´ (2006)
- Mataharis (2007)
- Che: Part Two (2008)
- Burbuja (2008)

### Televisione
- Majoria absoluta  (2002-2004), come Jairo
- Mujeres (2006), come Raúl
- Fisica o chimica (Física o Química) (2008-2010), come Roque Maradona
- ¿Quieres algo más? (2010), come Arturo
- Frágiles (2012), 1 episodio

## Teatro
- El día del padre (2009)
- Mi primera vez (2010)
- Burundanga (2013)